# Hamra distrikt, Dalarna
Hamra distrikt är ett distrikt i Ljusdals kommun och Gävleborgs län. Distriktet ligger omkring Tandsjöborg och Hamra i norra Dalarna och utgör en del av Orsa finnmark. Befolkningsmässigt är distriktet landskapets minsta.

## Tidigare administrativ tillhörighet
Distriktet inrättades 2016 och utgörs av en del av Los socken i Ljusdals kommun.
Området motsvarar den omfattning Hamra församling hade 1999/2000 och fick 1931 efter utbrytning ur Los församling.

## Tätorter och småorter
I Hamra distrikt finns en småort men inga tätorter. 

### Småorter
- Hamra